# 孝恭王后
孝恭王后（こうきょうおうこう、효공왕후、生没年不詳）は、李氏朝鮮の建国者・李成桂の高祖父・李安社の妻。本貫は平昌李氏。

## 人物
父親は千牛衛長史を務めた李粛。1394年、「孝妃」を追尊される。その後、「孝恭王后」を追尊される。

## 子孫
6人の息子を生んだ。
1. 安川大君 李於仙
2. 安原大君 李珍
3. 安豊大君 李精
4. 李行里
5. 安昌大君 李梅拂
6. 安興大君 李球寿